# حاجز الوهم (فلم)
حاجر الوهم, هو فيلم تلفزيوني كويتي. من إنتاج تلفزيون الكويت عرض مع عودة الفنانة حياة الفهد عن الاعتزال، وهو من بطولة محمد المنصورو حياة الفهد وسعاد عبد الله ومريم الغضبان وسعاد حسين.